# Рипалкі-Приватне
Рипалкі-Приватне (пол. Rypałki Prywatne) — село в Польщі, у гміні Рипін Рипінського повіту Куявсько-Поморського воєводства.
Населення — 272 особи (2011).
У 1975-1998 роках село належало до Влоцлавського воєводства.

## Демографія
Демографічна структура станом на 31 березня 2011 року:
|          | Загалом | Допрацездатний вік | Працездатний вік | Постпрацездатний вік |
| -------- | ------- | ------------------ | ---------------- | -------------------- |
| Чоловіки | 139     | 35                 | 95               | 9                    |
| Жінки    | 133     | 37                 | 71               | 25                   |
| Разом    | 272     | 72                 | 166              | 34                   |